# 2022-es Formula–1 abu-dzabi nagydíj
Az abu-dzabi nagydíj a 2022-es Formula–1 világbajnokság huszonkettedik, és egyben utolsó futama volt, amelyet 2022. november 18. és november 20. között rendeztek meg a Yas Marina Circuit versenypályán, Abu-Dzabiban.

## Választható keverékek
| Abroncs              | Friss | Használt |
| -------------------- | ----- | -------- |
| Kemény keverék (C3)  |       |          |
| Közepes keverék (C4) |       |          |
| Lágy keverék (C5)    |       |          |
| Átmeneti esőgumi (I) |       |          |
| Teljes esőgumi (W)   |       |          |

## Szabadedzések

### Első szabadedzés
Az abu-dzabi nagydíj első szabadedzését november 18-án, pénteken délelőtt tartották, magyar idő szerint 11:00-tól.
| helyezés | versenyző         | csapat/motor          | elért idő | különbség | futott kör |
| -------- | ----------------- | --------------------- | --------- | --------- | ---------- |
| 1        | Lewis Hamilton    | Mercedes              | 1:26,633  | −         | 21         |
| 2        | George Russell    | Mercedes              | 1:26,853  | +0,220    | 30         |
| 3        | Charles Leclerc   | Ferrari               | 1:26,888  | +0,255    | 22         |
| 4        | Sergio Pérez      | Red Bull-RBPT         | 1:26,967  | +0,334    | 23         |
| 5        | Liam Lawson       | Red Bull-RBPT         | 1:27,201  | +0,568    | 22         |
| 6        | Sebastian Vettel  | Aston Martin-Mercedes | 1:27,268  | +0,635    | 20         |
| 7        | Robert Svarcman   | Ferrari               | 1:27,429  | +0,796    | 24         |
| 8        | Daniel Ricciardo  | McLaren-Mercedes      | 1:27,619  | +0,986    | 21         |
| 9        | Valtteri Bottas   | Alfa Romeo-Ferrari    | 1:27,655  | +1,022    | 23         |
| 10       | Alexander Albon   | Williams-Mercedes     | 1:27,840  | +1,207    | 26         |
| 11       | Pierre Gasly      | AlphaTauri-RBPT       | 1:27,845  | +1,212    | 28         |
| 12       | Esteban Ocon      | Alpine-Renault        | 1:27,891  | +1,258    | 27         |
| 13       | Cunoda Júki       | AlphaTauri-RBPT       | 1:27,991  | +1,358    | 28         |
| 14       | Robert Kubica     | Alfa Romeo-Ferrari    | 1:28,064  | +1,431    | 22         |
| 15       | Logan Sargeant    | Williams-Mercedes     | 1:28,098  | +1,465    | 23         |
| 16       | Kevin Magnussen   | Haas-Ferrari          | 1:28,142  | +1,509    | 20         |
| 17       | Pietro Fittipaldi | Haas-Ferrari          | 1:28,204  | +1,571    | 26         |
| 18       | Patricio O’Ward   | McLaren-Mercedes      | 1:28,350  | +1,717    | 22         |
| 19       | Jack Doohan       | Alpine-Renault        | 1:28,484  | +1,851    | 25         |
| 20       | Felipe Drugovich  | Aston Martin-Mercedes | 1:28,672  | +2,039    | 23         |

### Második szabadedzés
Az abu-dzabi nagydíj második szabadedzését november 18-án, pénteken délután tartották, magyar idő szerint 14:00-tól.
| helyezés | versenyző        | csapat/motor          | elért idő | különbség | futott kör |
| -------- | ---------------- | --------------------- | --------- | --------- | ---------- |
| 1        | Max Verstappen   | Red Bull-RBPT         | 1:25,146  | −         | 25         |
| 2        | George Russell   | Mercedes              | 1:25,487  | +0,341    | 27         |
| 3        | Charles Leclerc  | Ferrari               | 1:25,599  | +0,453    | 30         |
| 4        | Lewis Hamilton   | Mercedes              | 1:25,761  | +0,615    | 22         |
| 5        | Sergio Pérez     | Red Bull-RBPT         | 1:25,852  | +0,706    | 26         |
| 6        | Carlos Sainz Jr. | Ferrari               | 1:25,932  | +0,786    | 31         |
| 7        | Esteban Ocon     | Alpine-Renault        | 1:26,038  | +0,892    | 28         |
| 8        | Fernando Alonso  | Alpine-Renault        | 1:26,043  | +0,897    | 29         |
| 9        | Daniel Ricciardo | McLaren-Mercedes      | 1:26,124  | +0,978    | 14         |
| 10       | Valtteri Bottas  | Alfa Romeo-Ferrari    | 1:26,300  | +1,154    | 29         |
| 11       | Lando Norris     | McLaren-Mercedes      | 1:26,377  | +1,231    | 28         |
| 12       | Sebastian Vettel | Aston Martin-Mercedes | 1:26,395  | +1,249    | 28         |
| 13       | Csou Kuan-jü     | Alfa Romeo-Ferrari    | 1:26,479  | +1,333    | 30         |
| 14       | Lance Stroll     | Aston Martin-Mercedes | 1:26,547  | +1,401    | 27         |
| 15       | Cunoda Júki      | AlphaTauri-RBPT       | 1:26,680  | +1,534    | 30         |
| 16       | Alexander Albon  | Williams-Mercedes     | 1:26,750  | +1,604    | 29         |
| 17       | Mick Schumacher  | Haas-Ferrari          | 1:26,839  | +1,693    | 26         |
| 18       | Kevin Magnussen  | Haas-Ferrari          | 1:26,915  | +1,769    | 25         |
| 19       | Pierre Gasly     | AlphaTauri-RBPT       | 1:27,036  | +1,890    | 29         |
| 20       | Nicholas Latifi  | Williams-Mercedes     | 1:27,262  | +2,116    | 30         |

### Harmadik szabadedzés
Az abu-dzabi nagydíj harmadik szabadedzését november 19-én, szombaton délelőtt tartották, magyar idő szerint 11:30-tól.
| helyezés | versenyző        | csapat/motor          | elért idő | különbség | futott kör |
| -------- | ---------------- | --------------------- | --------- | --------- | ---------- |
| 1        | Sergio Pérez     | Red Bull-RBPT         | 1:24,982  | −         | 15         |
| 2        | Max Verstappen   | Red Bull-RBPT         | 1:25,134  | +0,152    | 15         |
| 3        | Lewis Hamilton   | Mercedes              | 1:25,222  | +0,240    | 20         |
| 4        | George Russell   | Mercedes              | 1:25,395  | +0,413    | 15         |
| 5        | Lando Norris     | McLaren-Mercedes      | 1:25,518  | +0,536    | 16         |
| 6        | Charles Leclerc  | Ferrari               | 1:25,571  | +0,589    | 24         |
| 7        | Carlos Sainz Jr. | Ferrari               | 1:25,605  | +0,623    | 23         |
| 8        | Daniel Ricciardo | McLaren-Mercedes      | 1:25,950  | +0,968    | 18         |
| 9        | Sebastian Vettel | Aston Martin-Mercedes | 1:26,012  | +1,030    | 13         |
| 10       | Alexander Albon  | Williams-Mercedes     | 1:26.051  | +1,069    | 16         |
| 11       | Esteban Ocon     | Alpine-Renault        | 1:26,073  | +1,091    | 17         |
| 12       | Fernando Alonso  | Alpine-Renault        | 1:26,076  | +1,094    | 18         |
| 13       | Cunoda Júki      | AlphaTauri-RBPT       | 1:26,170  | +1,188    | 19         |
| 14       | Valtteri Bottas  | Alfa Romeo-Ferrari    | 1:26,189  | +1,207    | 17         |
| 15       | Pierre Gasly     | AlphaTauri-RBPT       | 1:26,239  | +1,257    | 12         |
| 16       | Lance Stroll     | Aston Martin-Mercedes | 1:26,298  | +1,316    | 20         |
| 17       | Kevin Magnussen  | Haas-Ferrari          | 1:26,356  | +1,374    | 21         |
| 18       | Mick Schumacher  | Haas-Ferrari          | 1:26,473  | +1,491    | 19         |
| 19       | Csou Kuan-jü     | Alfa Romeo-Ferrari    | 1:26,482  | +1,500    | 17         |
| 20       | Nicholas Latifi  | Williams-Mercedes     | 1:26,646  | +1,664    | 14         |

## Időmérő edzés
Az abu-dzabi nagydíj időmérő edzését november 19-én, szombat délután tartották, magyar idő szerint 15:00-tól.
| helyezés              | rajtszám | versenyző        | csapat/motor          | 1. rész  | 2. rész  | 3. rész  | rajthely | futott kör |
| --------------------- | -------- | ---------------- | --------------------- | -------- | -------- | -------- | -------- | ---------- |
| 1                     | 1        | Max Verstappen   | Red Bull-RBPT         | 1:24,754 | 1:24,622 | 1:23,824 | 1        | 17         |
| 2                     | 11       | Sergio Pérez     | Red Bull-RBPT         | 1:24,820 | 1:24,419 | 1:24,052 | 2        | 18         |
| 3                     | 16       | Charles Leclerc  | Ferrari               | 1:25,211 | 1:24,517 | 1:24,092 | 3        | 17         |
| 4                     | 55       | Carlos Sainz Jr. | Ferrari               | 1:25,090 | 1:24,521 | 1:24,242 | 4        | 16         |
| 5                     | 44       | Lewis Hamilton   | Mercedes              | 1:25,594 | 1:24,774 | 1:24,508 | 5        | 21         |
| 6                     | 63       | George Russell   | Mercedes              | 1:25,545 | 1:24,940 | 1:24,511 | 6        | 20         |
| 7                     | 4        | Lando Norris     | McLaren-Mercedes      | 1:25,387 | 1:24,903 | 1:24,769 | 7        | 17         |
| 8                     | 31       | Esteban Ocon     | Alpine-Renault        | 1:25,735 | 1:25,007 | 1:24,830 | 8        | 17         |
| 9                     | 5        | Sebastian Vettel | Aston Martin-Mercedes | 1:25,523 | 1:24,974 | 1:24,961 | 9        | 18         |
| 10                    | 3        | Daniel Ricciardo | McLaren-Mercedes      | 1:25,766 | 1:25,068 | 1:25,045 | 13[a]    | 15         |
| 11                    | 14       | Fernando Alonso  | Alpine-Renault        | 1:25,782 | 1:25,096 |          | 10       | 12         |
| 12                    | 22       | Cunoda Júki      | AlphaTauri-RBPT       | 1:25,630 | 1:25,219 |          | 11       | 15         |
| 13                    | 47       | Mick Schumacher  | Haas-Ferrari          | 1:25,711 | 1:25,225 |          | 12       | 15         |
| 14                    | 18       | Lance Stroll     | Aston Martin-Mercedes | 1:25,741 | 1:25,359 |          | 14       | 15         |
| 15                    | 24       | Csou Kuan-jü     | Alfa Romeo-Ferrari    | 1:25,594 | 1:25,408 |          | 19       | 12         |
| 16                    | 20       | Kevin Magnussen  | Haas-Ferrari          | 1:25,834 |          |          | 15       | 9          |
| 17                    | 10       | Pierre Gasly     | AlphaTauri-RBPT       | 1:25,859 |          |          | 16       | 9          |
| 18                    | 77       | Valtteri Bottas  | Alfa Romeo-Ferrari    | 1:25,892 |          |          | 20       | 6          |
| 19                    | 23       | Alexander Albon  | Williams-Mercedes     | 1:26,028 |          |          | 17       | 9          |
| 20                    | 6        | Nicholas Latifi  | Williams-Mercedes     | 1:26,054 |          |          | 18       | 9          |
| 107%-os idő: 1:30,687 |          |                  |                       |          |          |          |          |            |

Megjegyzések:
- ↑ a:  — Daniel Ricciardo 3 rajthelyes büntetést kapott a São Pauló-i nagydíjon Kevin Magnussennel való ütközése miatt.[3]

## Futam
Az abu-dzabi nagydíj november 20-án, vasárnap rajtolt el, magyar idő szerint 14:00-kor.
| helyezés | rajtszám | versenyző        | csapat/motor          | futott kör | idő/kiesés oka   | rajthely | pont |
| -------- | -------- | ---------------- | --------------------- | ---------- | ---------------- | -------- | ---- |
| 1        | 1        | Max Verstappen   | Red Bull-RBPT         | 58         | 1:27:45,914      | 1        | 25   |
| 2        | 16       | Charles Leclerc  | Ferrari               | 58         | +8,771           | 3        | 18   |
| 3        | 11       | Sergio Pérez     | Red Bull-RBPT         | 58         | +10,093          | 2        | 15   |
| 4        | 55       | Carlos Sainz Jr. | Ferrari               | 58         | +24,892          | 4        | 12   |
| 5        | 63       | George Russell   | Mercedes              | 58         | +35,888          | 6        | 10   |
| 6        | 4        | Lando Norris     | McLaren-Mercedes      | 58         | +56,234          | 7        | 9[a] |
| 7        | 31       | Esteban Ocon     | Alpine-Renault        | 58         | +57,240          | 8        | 6    |
| 8        | 18       | Lance Stroll     | Aston Martin-Mercedes | 58         | +1:16,931        | 14       | 4    |
| 9        | 3        | Daniel Ricciardo | McLaren-Mercedes      | 58         | +1:23,268        | 13       | 2    |
| 10       | 5        | Sebastian Vettel | Aston Martin-Mercedes | 58         | +1:23,898        | 9        | 1    |
| 11       | 22       | Cunoda Júki      | AlphaTauri-RBPT       | 58         | +1:29,371        | 11       |      |
| 12       | 24       | Csou Kuan-jü     | Alfa Romeo-Ferrari    | 57         | +1 kör           | 15       |      |
| 13       | 23       | Alexander Albon  | Williams-Mercedes     | 57         | +1 kör           | 19       |      |
| 14       | 10       | Pierre Gasly     | AlphaTauri-RBPT       | 57         | +1 kör           | 17       |      |
| 15       | 77       | Valtteri Bottas  | Alfa Romeo-Ferrari    | 57         | +1 kör           | 18       |      |
| 16       | 47       | Mick Schumacher  | Haas-Ferrari          | 57         | +1 kör[b]        | 12       |      |
| 17       | 20       | Kevin Magnussen  | Haas-Ferrari          | 57         | +1 kör           | 16       |      |
| 18[c]    | 44       | Lewis Hamilton   | Mercedes              | 55         | sebességváltó    | 5        |      |
| 19[c]    | 6        | Nicholas Latifi  | Williams-Mercedes     | 55         | baleseti sérülés | 20       |      |
| Ki       | 14       | Fernando Alonso  | Alpine-Renault        | 27         | vízszivárgás     | 10       |      |

Megjegyzések:
- ↑ a:  Lando Norris a helyezéséért járó pontok mellett a versenyben futott leggyorsabb körért további 1 pontot szerzett.
- ↑ b:  Mick Schumacher 5 másodperces időbüntetést kapott a Nicholas Latifivel való ütközéséért, de helyezését ez nem befolyásolta.[4]
- ↑ c:  Lewis Hamilton és Nicholas Latifi nem fejezték be a futamot, de helyezésüket értékelték, mivel a versenytáv több, mint 90%-át teljesítették.

## A világbajnokság állása a verseny után (a világbajnokság végeredménye)
| H   | Versenyzők       | Pont | H   | Konstruktőrök         | Pont |
| --- | ---------------- | ---- | --- | --------------------- | ---- |
| 1.  | Max Verstappen   | 454  | 1.  | Red Bull-RBPT         | 759  |
| 2.  | Charles Leclerc  | 308  | 2.  | Ferrari               | 554  |
| 3.  | Sergio Pérez     | 305  | 3.  | Mercedes              | 515  |
| 4.  | George Russell   | 275  | 4.  | Alpine-Renault        | 173  |
| 5.  | Carlos Sainz Jr. | 246  | 5.  | McLaren-Mercedes      | 159  |
| 6.  | Lewis Hamilton   | 240  | 6.  | Alfa Romeo-Ferrari    | 55   |
| 7.  | Lando Norris     | 122  | 7.  | Aston Martin-Mercedes | 55   |
| 8.  | Esteban Ocon     | 92   | 8.  | Haas-Ferrari          | 37   |
| 9.  | Fernando Alonso  | 81   | 9.  | AlphaTauri-RBPT       | 35   |
| 10. | Valtteri Bottas  | 49   | 10. | Williams-Mercedes     | 8    |

(A teljes táblázat)

## Statisztikák
- Vezető helyen:
  - Max Verstappen: 57 kör (1-20 és 22-58)
  - Charles Leclerc: 1 kör (21)
- Max Verstappen 20. pole-pozíciója és 35. futamgyőzelme.
- Lando Norris 5. versenyben futott leggyorsabb köre.
- A Red Bull Racing 92. futamgyőzelme.
- Max Verstappen 77., Charles Leclerc 24., Sergio Pérez 26. dobogós helyezése.
- Sebastian Vettel, Mick Schumacher és Nicholas Latifi utolsó Formula–1-es versenye.[5]
- Valtteri Bottas a 200. versenyén állt rajthoz.[6]